# الک دنتون
الک دنتون (انگلیسی: Alec Denton؛ زادهٔ ۳۰ ژوئیهٔ ۱۹۹۴) بازیکن فوتبال اهل بریتانیا است.
از باشگاه‌هایی که در آن بازی کرده‌است می‌توان به باشگاه فوتبال کلیپستون ولفار و باشگاه فوتبال روترهام یونایتد اشاره کرد.